# Spänningträsket
Spänningträsket är en sjö i Lycksele kommun i Lappland och ingår i Umeälvens huvudavrinningsområde. Sjön har en area på 0,918 kvadratkilometer och ligger 267,1 meter över havet.

## Delavrinningsområde
Spänningträsket ingår i det delavrinningsområde (720199-160222) som SMHI kallar för Inloppet i Sandviksträsket. Medelhöjden är 316 meter över havet och ytan är 14,78 kvadratkilometer. Det finns inga avrinningsområden uppströms utan avrinningsområdet är högsta punkten. Vattendraget som avvattnar avrinningsområdet har biflödesordning 3, vilket innebär att vattnet flödar genom totalt 3 vattendrag innan det når havet efter 200 kilometer. Avrinningsområdet består mestadels av skog (88 procent). Avrinningsområdet har 0,99 kvadratkilometer vattenytor vilket ger det en sjöprocent på 6,7 procent.